# Campeonato Europeo de Patinaje Artístico sobre Hielo de 1972
El LXIII Campeonato Europeo de Patinaje Artístico sobre Hielo se realizó en Gotemburgo (Suecia) en enero de 1972. Fue organizado por la Unión Internacional de Patinaje sobre Hielo (ISU) y la Federación Sueca de Patinaje Artístico sobre Hielo. 

## Resultados

### Masculino
| Puesto | Nombre              | País            | Puntos |
| ------ | ------------------- | --------------- | ------ |
| Oro    | Ondrej Nepela       | Checoslovaquia  |        |
| Plata  | Sergei Chetverukhin | Unión Soviética |        |
| Bronce | Patrick Péra        | Francia         |        |

### Femenino
| Puesto | Nombre            | País                          | Puntos |
| ------ | ----------------- | ----------------------------- | ------ |
| Oro    | Beatrix Schuba    | Austria                       |        |
| Plata  | Rita Trapanese    | Italia                        |        |
| Bronce | Sonja Morgenstern | República Democrática Alemana |        |

### Parejas
| Puesto | Nombre                              | País                          | Puntos |
| ------ | ----------------------------------- | ----------------------------- | ------ |
| Oro    | Irina Rodnina / Alexei Ulanov       | Unión Soviética               |        |
| Plata  | Liudmila Smirnova / Andrei Suraikin | Unión Soviética               |        |
| Bronce | Manuela Gross / Uwe Kagelmann       | República Democrática Alemana |        |

### Danza en hielo
| Puesto | Nombre                                 | País                | Puntos |
| ------ | -------------------------------------- | ------------------- | ------ |
| Oro    | Angelika Buck / Erich Buck             | Alemania Occidental |        |
| Plata  | Liudmila Pakhomova / Alexandr Gorshkov | Unión Soviética     |        |
| Bronce | Janet Sawbridge / Peter Dalby          | Reino Unido         |        |

## Medallero
| Núm. | País                          | Oro | Plata | Bronce | Total |
| ---- | ----------------------------- | --- | ----- | ------ | ----- |
| 1    | Unión Soviética               | 1   | 3     | 0      | 4     |
| 2    | Alemania Occidental           | 1   | 0     | 0      | 1     |
| 2    | Austria                       | 1   | 0     | 0      | 1     |
| 2    | Checoslovaquia                | 1   | 0     | 0      | 1     |
| 5    | Italia                        | 0   | 1     | 0      | 1     |
| 6    | República Democrática Alemana | 0   | 0     | 2      | 2     |
| 7    | Francia                       | 0   | 0     | 1      | 1     |
| 7    | Reino Unido                   | 0   | 0     | 1      | 1     |
|      | TOTAL                         | 4   | 4     | 4      | 12    |